# Lelkoun soví
Lelkoun soví (Podargus strigoides) je pták z řádu lelků, který se přirozeně vyskytuje v Austrálii a Tasmánii. Tento baculatý noční pták s velkou hlavou a šedohnědým opeřením svým vzhledem silně připomíná sovu, za kterou je často zaměňován.

## Systematika
Druh formálně popsal anglický ornitolog John Latham v roce 1801. Druhové jméno strigoides pochází z řeckého strix, strigos („sova“) a -oidés („připomínají“). Lelkoun soví se řadí do nepočetného rodu Podargus, který zahrnuje úzce příbuzné lelky z ostrovů okolo Austrálie. Rozeznávají se 3 poddruhy s následujícím rozšířením:
- P. s. phalaenoides – severní Austrálie;
- P. s. brachypterus – západní a střední Austrálie;
- P. s. strigoides – východní Austrálie od Queenslandu po Tasmánii.

## Popis
Lelkoun soví dosahuje velikosti těla kolem 35–53 cm. Váží kolem 400–550 g. Populace z jižní Austrálie jsou mnohem větší než populace ze severních částí australského kontinentu. Samice bývají o něco menší, opeření samic a samců je jinak stejné. Horní partie jsou tmavě šedé s výraznou příměsí tmavé. Tváře jsou šedé, od kořene zobáku vyrůstají nápadné hmatové chloupky, které jsou bíle zakončeny. Spodní partie jsou také šedé, avšak jen s občasným černým čárkováním. Ocas je šedý s černým příčným pruhováním. Oči jsou žluté, zobák olivový až tmavě šedý, nohy olivově hnědé, drápy tmavé.

## Biologie a chování

### Chování
Jedná se o nočního až soumračného živočicha. Hřaduje většinou na větvích stromů ve výšce kolem 1–25 m nad zemí, občas přímo na zemi při bázi stromu nebo pod vyvráceným kmenem. Někteří lelkouni soví střídají svá hřadoviště každý den, jiní lelkouni mívají na svém teritoriu kolem 5–8 hřadovacích míst, která využívají opakovaně. Může hřadovat samostatně, v páru či menších skupinkách. V případě nebezpečí lelkoun soví natáhne tělo, přivře oči a stáhne peří, a takto ztuhlý se snaží co nejlépe splynout s okolím. Jedná se o stálý druh, který tráví celý život na malém teritoriu o velikosti pouhých 20–80 hektarů.
V zimě, kdy se vyskytuje menší počet bezobratlých živočichů, upadá lelkoun soví přes den do torporu.

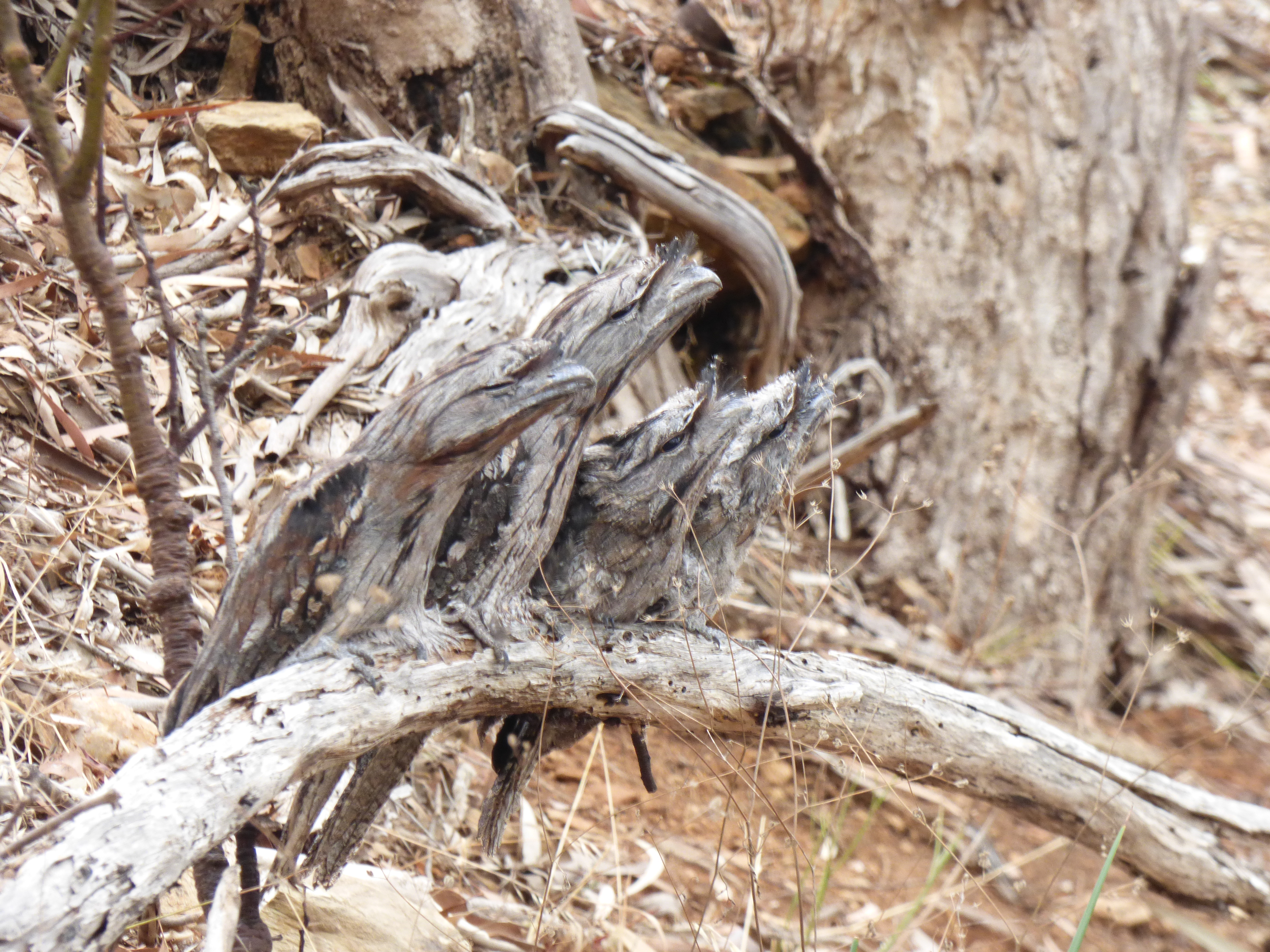
Skupinka čtyř lelkounů sovích při snaze splynout s okolním prostředím

### Potrava
Živí se velkým nočním hmyzem, pavouky a stonožkovci. Potravu loví tak, že z nízko položeného bidla nejdříve bedlivě pozoruje okolí, a jakmile spatří kořist, snese se na ni a uzme ji do zobáku, aby si ji odnesl na jiné blízké bidlo, kde ji pozře. V případě větší kořisti s ní může tlouct o tvrdý povrch, a po usmrcení ji pozře. Potravu může sbírat i z listí nebo ji pronásledovat ve vzduchu. Využívá i poněkud zvláštní způsob lovu, kdy rozevře zobák a za nehybného posedu čeká, až kolem proletí hmyz, po kterém obratně a rychle chňapne. Nejčastěji potravu shání během soumraku, oblíbeným krmištěm jsou pouliční lampy nebo světla domů, které lákají hmyz.

### Hnízdění

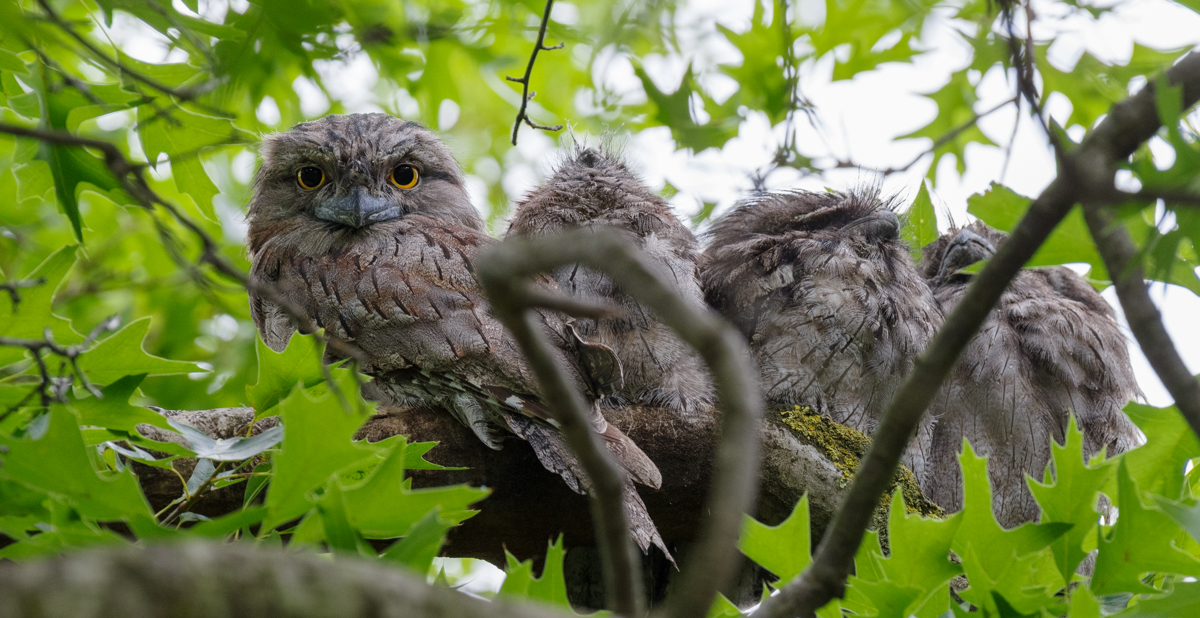
Pár lelkounů sovích s párem nedospělých potomků (Merlbourne)

K hnízdění dochází nejčastěji od srpna do prosince. Stavba hnízda, inkubace, krmení mláďat i další rodičovská péče je mezi partnery sdílená. Hnízdo má podobu nedbalé změti v větviček, a bývá umístěno zhruba mezi 3 až 15 metry nad zemí. Samice klade 1–3 bílých vajec ve dvou až třídenních intervalech. Sezení na vejcích trvá kolem 28–32 dní, jedna inkubační směna trvá až 12 hodin, načež se partneři prostřídají. Ptáčata vylétávají z hnízda ve věku 25–35 dní.

## Chov
Tento druh byl v prosinci 2019 chován ve třech desítkách evropských zoo, z toho nejvíce ve Spojeném království. V rámci Česka se jednalo o Zoo Plzeň a Zoo Praha. V pražské zoo je lelkoun soví chován od roku 1993. Jde o jeden z druhů expozičního komplexu Darwinův kráter představující faunu a floru Tasmánie a Austrálie.